# Le Grand-Lemps
Le Grand-Lemps (prononcé [ləgrɑ̃-lɛ̃s]) est une commune française située dans le département de l'Isère, en région Auvergne-Rhône-Alpes.
La commune, autrefois située dans la province du Dauphiné, est le chef-lieu du canton du Grand-Lemps. Elle est également adhérente à la communauté de communes de Bièvre Est, dont le siège est situé dans la commune voisine de Colombe.
Ses habitants sont dénommés les Lempsiquois.

## Géographie

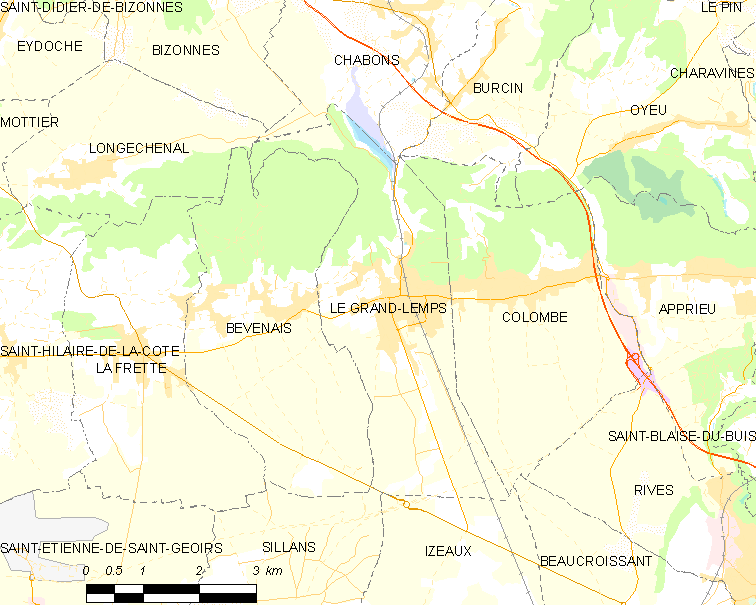
Plan de la commune et des communes limitrophes.

### Situation et description
La commune du Grand-Lemps est située dans la partie septentrionale du département de l'Isère, dans l'arrondissement de La Tour-du-Pin à l'est de la plaine de Bièvre.
Il s'agit d'une petite agglomération d'un peu plus de 3 000 habitants, à l'origine essentiellement rurale, composée d'un bourg assez étendu, situé de part et d'autre de la ligne de voie ferrée Lyon-Grenoble et entouré de quelques petits hameaux, dans un paysage de plaine entourée de collines.
Le centre-ville (mairie du Grand-Lemps) se situe (par la route) à 80 km du centre de Lyon, préfecture de la région Auvergne-Rhône-Alpes et à 40 km de Grenoble, préfecture du département de l'Isère, ainsi qu'à 315 km de Marseille et 549 km de Paris.

### Géologie et relief
Le territoire de la commune est situé en limite de la région naturelle des Terres froides dans la partie orientale de la plaine de Bièvre-Valloire, une large vallée ouverte entre celle de l'Isère et le cours du Rhône et dont la forme régulière en auge à fond plat suggère une origine glaciaire, ce que confirme la présence de dépôts morainiques.

### Hydrographie
Le territoire de la commune n'est traversé par aucun cours d'eau notable. Il existe cependant un plan d'eau situé au nord du territoire, l'étang du Grand-Lemps, qui est partagé avec la commune voisine de Châbons (voir chapitre Patrimoine naturel).

### Climat
Pour des articles plus généraux, voir Climat d'Auvergne-Rhône-Alpes et Climat de l'Isère.
En 2010, le climat de la commune est de type climat des marges montargnardes, selon une étude du Centre national de la recherche scientifique s'appuyant sur une série de données couvrant la période 1971-2000. En 2020, Météo-France publie une typologie des climats de la France métropolitaine dans laquelle la commune est exposée à un climat de montagne ou de marges de montagne et est dans la région climatique Alpes du nord, caractérisée par une pluviométrie annuelle de 1 200 à 1 500 mm, irrégulièrement répartie en été.
Pour la période 1971-2000, la température annuelle moyenne est de 10,7 °C, avec une amplitude thermique annuelle de 17,6 °C. Le cumul annuel moyen de précipitations est de 1 250 mm, avec 10,3 jours de précipitations en janvier et 7 jours en juillet. Pour la période 1991-2020, la température moyenne annuelle observée sur la station météorologique de Météo-France la plus proche, « Grenoble-Saint-Geoirs », sur la commune de Saint-Étienne-de-Saint-Geoirs à 9 km à vol d'oiseau, est de 11,5 °C et le cumul annuel moyen de précipitations est de 915,1 mm,. Pour l'avenir, les paramètres climatiques de la commune estimés pour 2050 selon différents scénarios d'émission de gaz à effet de serre sont consultables sur un site dédié publié par Météo-France en novembre 2022.

### Voies de communication et transports

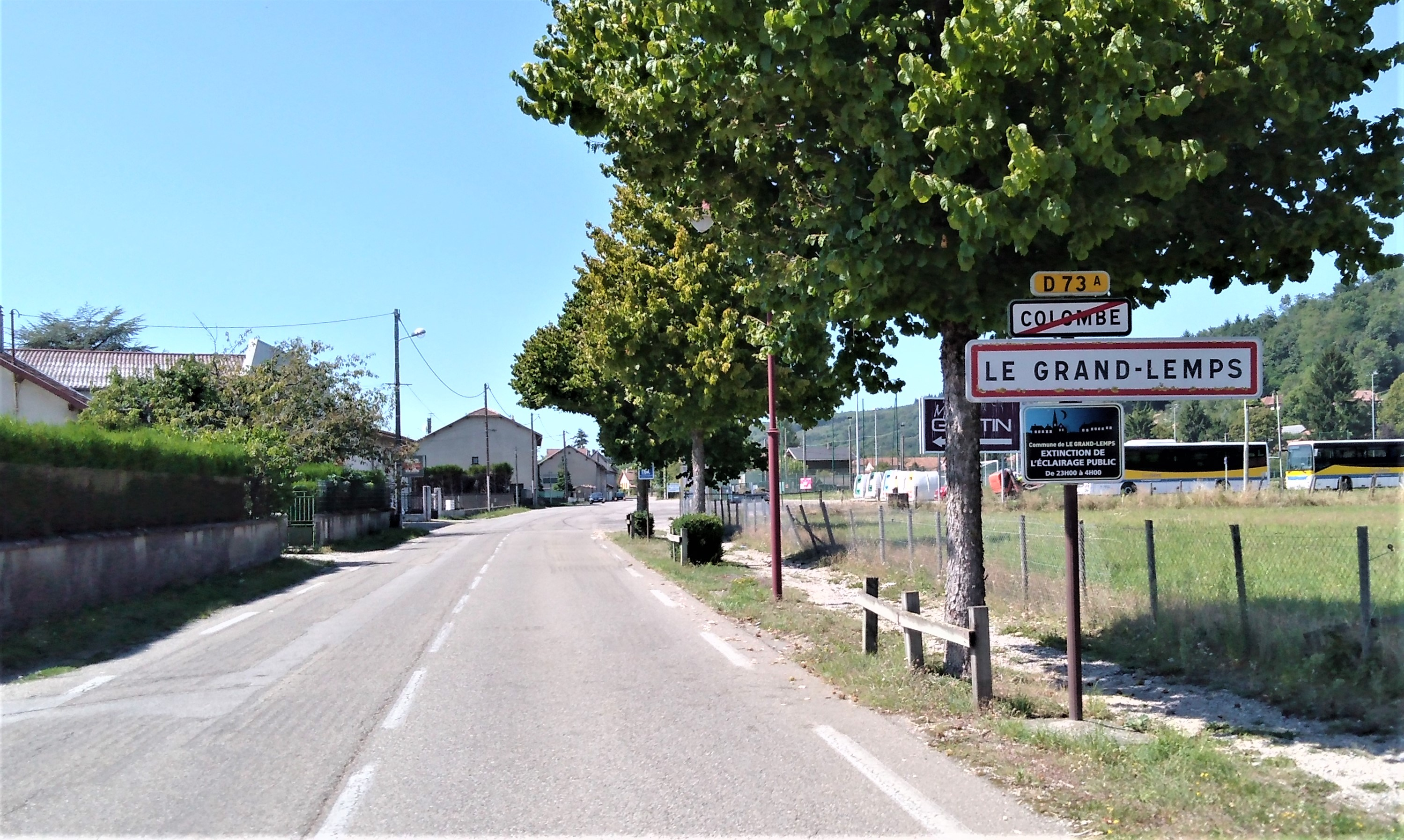
Entrée du Grand-Lemps sur la RD73 a.

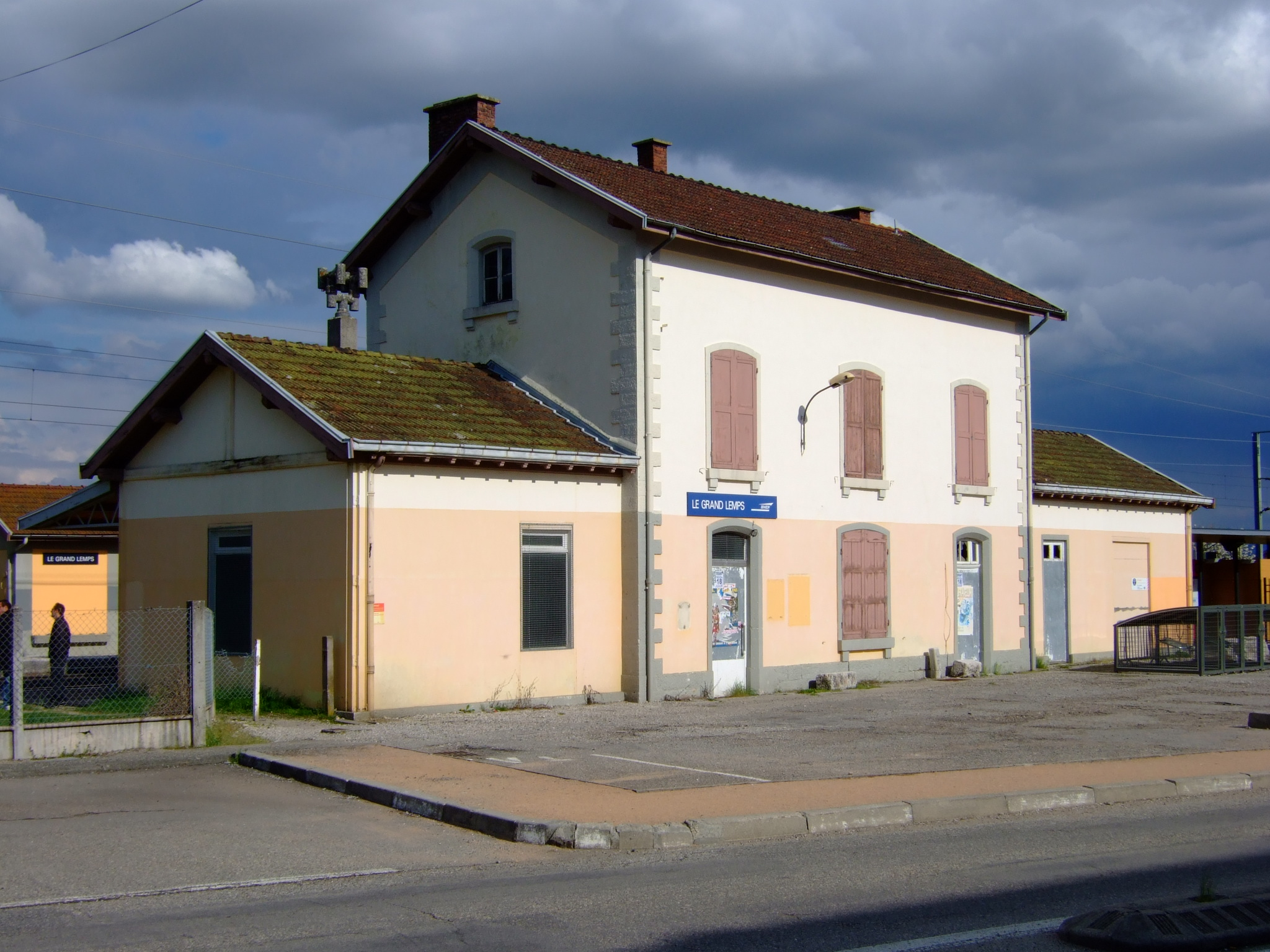
La gare du Grand-Lemps.

#### Voies routières
L'autoroute A48 qui relie l'agglomération Lyonnaise à celle de Grenoble passe à l'est de la commune, sur le territoire de la commune de Colombe. La RD73a permet de rejoindre la bretelle d'accès à cette autoroute.
Celle-ci est directement desservie par cette voie routière grâce à l'installation d'une bretelle d'accès qui est celle qui dessert l'agglomération de Rives.
- 9 Rives à 10 km : Rives, La Côte-Saint-André

La RD73 relie la commune du Grand-Lemps à la commune des Abrets-en-Dauphiné au nord et à la commune de Beaurepaire, au sud.

#### Voies ferroviaires
La commune est située sur l'axe ferroviaire Grenoble-Lyon entre Rives (Isère) et Châbons. La gare du Grand-Lemps est desservie par le réseau TER Auvergne-Rhône-Alpes, qui permet de rejoindre Lyon-Perrache, Bourgoin-Jallieu et Grenoble.

#### Chemins pédestres
Le chemin de Compostelle partant de la ville de Genève, en Suisse, recueille les pèlerins suisses et allemands se rendant à la ville espagnole et aboutit à la via Podiensis tout en se confondant, dans son parcours français avec le chemin de grande randonnée GR65. Le sentier suit le chemin des crêtes des collines qui dominent le lac de Paladru, puis le village de Colombe, avant de rejoindre le territoire du Grand-Lemps.
|  | Parcours Chemin de Saint-Jacques-de-Compostelle / via Gebennensis + via Podiensis • Genève (Suisse) • Les Abrets - Valencogne - Le Grand-Lemps (Isère) • Le Puy-en-Velay (Haute-Loire) • Nasbinals (Lozère) • Conques (Aveyron) • Figeac (Lot) • Moissac (Tarn-et-Garonne) • Aire-sur-l'Adour (Landes) • Col de Roncevaux (Espagne) |

## Urbanisme

### Typologie
Au 1er janvier 2024, Le Grand-Lemps est catégorisée bourg rural, selon la nouvelle grille communale de densité à sept niveaux définie par l'Insee en 2022.
Elle appartient à l'unité urbaine d'Apprieu-Le Grand-Lemps, une agglomération intra-départementale regroupant cinq  communes, dont elle est ville-centre,,. Par ailleurs la commune fait partie de l'aire d'attraction de Grenoble, dont elle est une commune de la couronne,. Cette aire, qui regroupe 204 communes, est catégorisée dans les aires de 700 000 habitants ou plus (hors Paris),.

### Occupation des sols
L'occupation des sols de la commune, telle qu'elle ressort de la base de données européenne d’occupation biophysique des sols Corine Land Cover (CLC), est marquée par l'importance des territoires agricoles (56,9 % en 2018), en diminution par rapport à 1990 (61,1 %). La répartition détaillée en 2018 est la suivante : 
terres arables (36,4 %), forêts (25,1 %), zones urbanisées (16,7 %), prairies (14,3 %), zones agricoles hétérogènes (6,2 %), zones humides intérieures (1,3 %). L'évolution de l’occupation des sols de la commune et de ses infrastructures peut être observée sur les différentes représentations cartographiques du territoire : la carte de Cassini (XVIIIe siècle), la carte d'état-major (1820-1866) et les cartes ou photos aériennes de l'IGN pour la période actuelle (1950 à aujourd'hui).

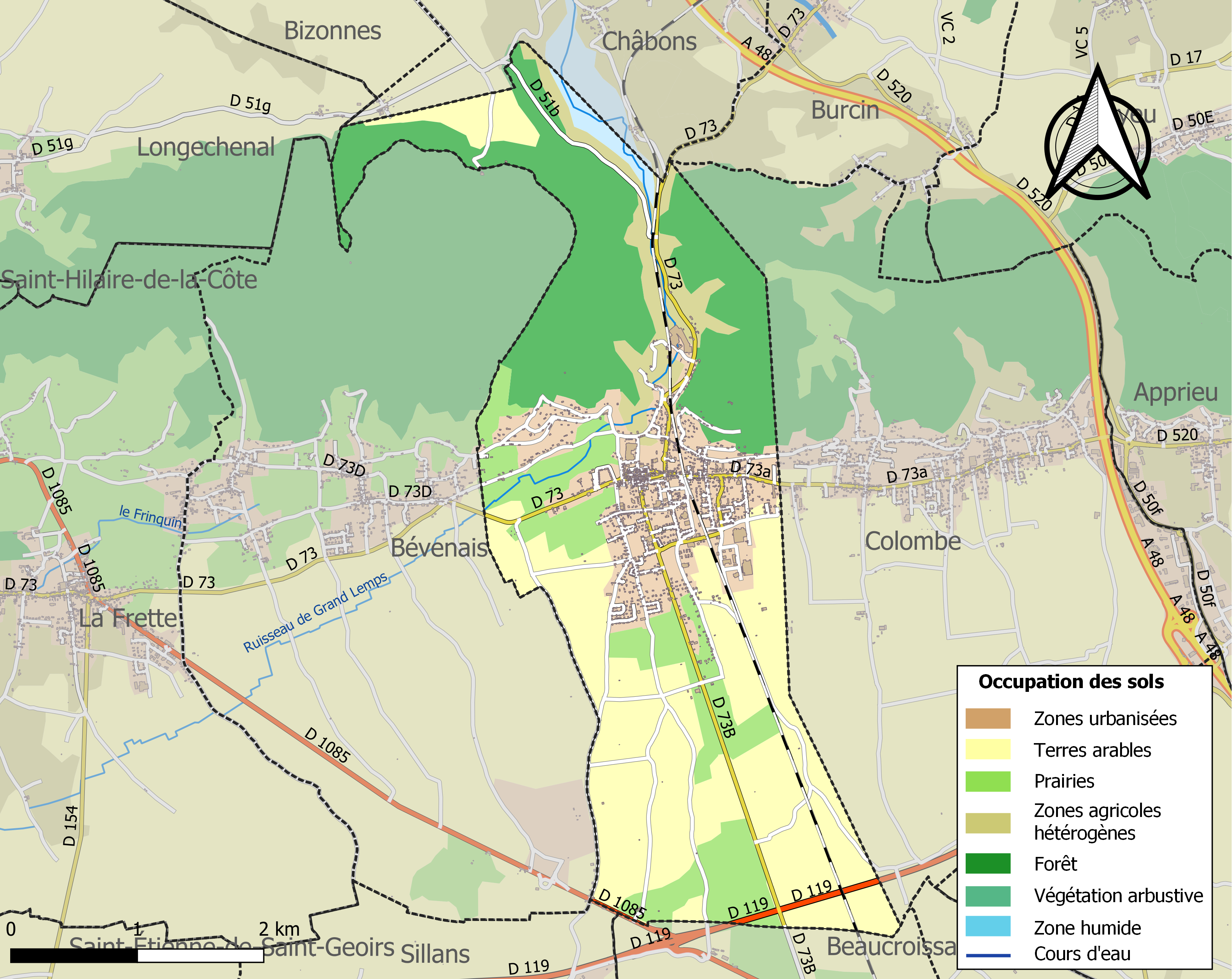
Carte des infrastructures et de l'occupation des sols de la commune en 2018 (CLC).
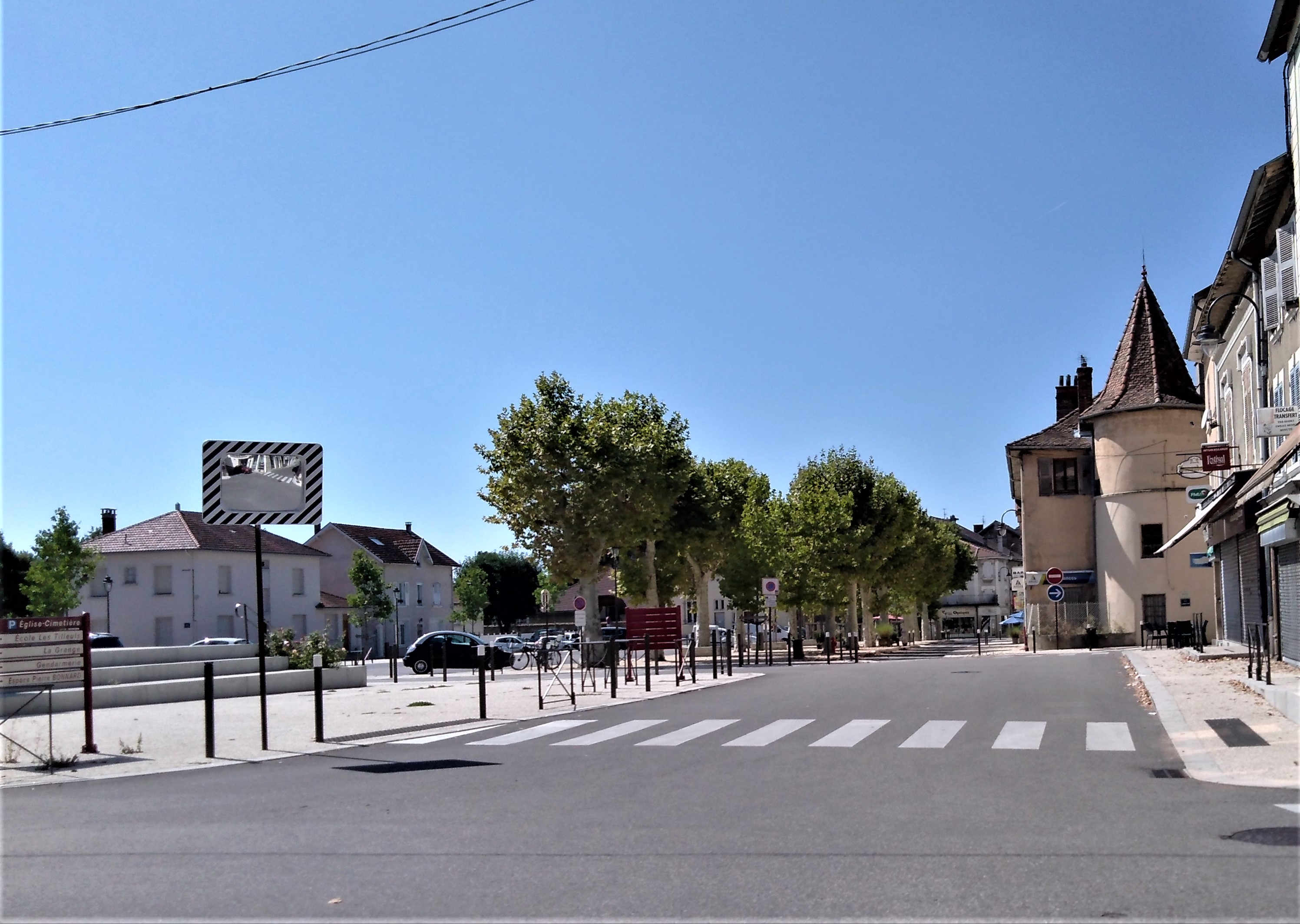
Le centre-ville du Grand-Lemps

### Morphologie urbaine
Le Grand-Lemps, village au centre très resserré et à l'origine rurale, est situé au débouché d'une plaine agricole, mais celui-ci a fini par s'industrialiser au cours des deux derniers siècles et sa population est parvenu à dépasser les 3 000 habitants au début du XXIe siècle.
La commune intervient dans tous les actes de constructions et d'aménagement sur son territoire et elle contrôle l'occupation des sols à l'appui de documents d'urbanisme, dont le plus important est le plan d'occupation des sols (POS).

### Hameaux, lieux-dits et écarts
Des hameaux, quartiers et lieux-dits résidentiels urbains comme ruraux composent le territoire de la commune du Grand-Lemps.
| - L'Enfer - Vallée du Violet - le Gros Chêne - la Fayardère - le Château de la Poype - Pierre Paltout - la Combe Roudet - la Combe Brisard | - la Lavanche - le Château Vieux - la Cave - la Sablière - les Champaudes - la Montagne - le Bouchet - les Prés Clos | - les Vignes - la Maladière - les Sommes - le Rafour - la Vissandière - les Routes - les Bouliates - Bois de la Brosse |

### Risques naturels et technologiques

#### Risques sismiques
L'ensemble du territoire de la commune du Grand-Lemps est situé en zone de sismicité no 3 (sur une échelle de 1 à 5), comme la plupart des communes de son secteur géographique, mais non loin de la zone no 4, située plus à l'est.
| Type de zone | Niveau            | Définitions (bâtiment à risque normal) |
| ------------ | ----------------- | -------------------------------------- |
| Zone 3       | Sismicité modérée | accélération = 1,1 m/s2                |

## Toponymie
Selon André Planck, auteur du livre L'Origine du nom des communes du département de l'Isère, le nom du Grand-Lemps dériverait du mot latin « limonus » qui désigne un lieu fangeux, boueux, que l'on retrouve dans le nom du lac Léman ou dans le mot « lemnacée » qui désigne la lentille d'eau.

## Histoire

### Préhistoire et Antiquité
Le secteur actuel de la commune du Grand-Lemps se situe à l'ouest du territoire antique des Allobroges, ensemble de tribus gauloises occupant l'ancienne Savoie, ainsi que la partie du Dauphiné, située au nord de la rivière Isère.
Des barbares, les Burgondes, vinrent déranger cette période de calme. En 486, Clovis fonda le royaume des Francs qui, après la victoire de Vézeronce en 524 devinrent les maîtres de la région. Puis ce fut le morcellement de la terre, au VIe siècle, entre les envahisseurs et le début de la féodalité. Peut-être y eut-il eu ensuite le passage de quelques hordes sarrasines et de nouveau une période moins agitée sous le règne de Charlemagne dont l’empire, à sa mort en 843, fut partagé en trois, laissant la région sous la domination de son petit-fils, Lothaire.

### Moyen Âge
Durant la période médiévale, un château de terre se dressait sur la commune. Ce château transformé en château de pierre fut le chef-lieu du mandement du Grand-Lemps cité comme tel en 1107 dans le partage du comté de Sermorens.

## Politique et administration

### Administration municipale
En 2019, le conseil municipal de la commune compte vingt-trois membres (onze femme et douze hommes) dont une maire, quatre adjoints au maire, treize conseillers délégués et cinq conseillers municipaux.

### Liste des maires
| Période                                  | Période          | Identité             | Étiquette     | Qualité |
| ---------------------------------------- | ---------------- | -------------------- | ------------- | --- |
| Les données manquantes sont à compléter. |                  |                      |               | |
| ?                                        | 1967             | André Jouffrey       |               | |
| 1967                                     | 1983             | Joseph Galloy        | SE            | |
| 1983                                     | 1995             | Henri Arminjon       | DVD           | Conseiller régional                                                                                                   |
| 1995                                     | 2008             | Michel Giraud        | SE            | |
| 2008                                     | 2014             | Jean-François Perrin | DVG           | |
| 2014                                     | 2017 (démission) | Didier Rambaud       | PS, puis LREM | cadre conseiller général (1998-2015) puis départemental (depuis 2015) Président de la Communauté de Communes Sénateur |
| 2017                                     | En cours         | Nicole Berton        | PS            | Ancienne première adjointe                                                                                            |

### Jumelages
En 2019, la commune est jumelée avec une seule autre ville :
- Dogern (Allemagne) depuis 1988[23].

## Population et société

### Démographie
L'évolution du nombre d'habitants est connue à travers les recensements de la population effectués dans la commune depuis 1793. Pour les communes de moins de 10 000 habitants, une enquête de recensement portant sur toute la population est réalisée tous les cinq ans, les populations de référence des années intermédiaires étant quant à elles estimées par interpolation ou extrapolation. Pour la commune, le premier recensement exhaustif entrant dans le cadre du nouveau dispositif a été réalisé en 2006.

En 2022, la commune comptait 3 093 habitants, en évolution de −0,1 % par rapport à 2016 (Isère : +3,07 %, France hors Mayotte : +2,11 %).
| 1793  | 1800  | 1806  | 1821  | 1831  | 1836  | 1841  | 1846  | 1851  |
| ----- | ----- | ----- | ----- | ----- | ----- | ----- | ----- | ----- |
| 1 781 | 1 680 | 1 797 | 1 853 | 1 856 | 2 662 | 2 115 | 2 174 | 2 220 |

| 1856  | 1861  | 1866  | 1872  | 1876  | 1881  | 1886  | 1891  | 1896  |
| ----- | ----- | ----- | ----- | ----- | ----- | ----- | ----- | ----- |
| 2 070 | 2 065 | 2 079 | 1 984 | 2 042 | 2 083 | 2 063 | 1 941 | 1 860 |

| 1901  | 1906  | 1911  | 1921  | 1926  | 1931  | 1936  | 1946  | 1954  |
| ----- | ----- | ----- | ----- | ----- | ----- | ----- | ----- | ----- |
| 1 848 | 1 841 | 1 830 | 1 737 | 1 832 | 2 014 | 1 836 | 1 657 | 1 705 |

| 1962  | 1968  | 1975  | 1982  | 1990  | 1999  | 2006  | 2011  | 2016  |
| ----- | ----- | ----- | ----- | ----- | ----- | ----- | ----- | ----- |
| 1 759 | 1 726 | 1 986 | 2 164 | 2 364 | 2 349 | 2 802 | 2 946 | 3 096 |

| 2021  | 2022  | - | - | - | - | - | - | - |
| ----- | ----- | - | - | - | - | - | - | - |
| 3 089 | 3 093 | - | - | - | - | - | - | - |

### Enseignement
La commune, située dans l'académie de Grenoble, héberge trois établissements scolaires dont deux liée à l'enseignement public :
- l'école maternelle et école primaire publique située dans le bourg ;
- le collège Liers et Lemps, présentant un effectif total de 665 élèves pour l'année scolaire 2018-2019[28] ;

ainsi qu'un établissement de l'enseignement privé, l'école privée maternelle et primaire Les Tilleuls.

### Équipements culturels et sportifs
La commune gère de nombreux équipements à caractère culturel et sportif telle que la salle polyvalente La Grange. Il existe également un foyer municipal pour le théâtre et des réunions publiques (d'une capacité de deux cents personnes), l'espace Pierre-Bonnard (une ancienne école privée pour garçons ayant une capacité de cent personnes) et la salle de l'ancienne mairie (avec une capacité de vingt personnes).
Les équipements sportifs sont la Grange (basket-ball, volley-ball, hand-ball), le gymnase municipal (hand-ball, tennis de table, roller), le stade municipal avec deux terrains (football, rugby), les deux courts de tennis.
La commune héberge également une médiathèque intercommunale gérée par la communauté de communes.

### Événements

#### La fête de la Rosière
Tous les ans, le troisième week-end de septembre, la fête de la Rosière avec l'élection de la « reine d'un jour ». La 125e édition de la fête de la rosière s'est organisé du 21 et 22 septembre 2019.
Des animations sont proposées tout le week-end : concours de pétanque, tournoi de hand-ball, brocante, jeux pour enfants, vogue, défilé lumineux, feu d'artifice, bal gratuit, fleurissement de la tombe de Mlle Giroud qui est à l'origine de la Rosière, repas sur réservation, défilé avec char de la Rosière et associations, animation à la maison de retraite, couronnement de la Rosière et apéritif.

#### Autres manifestations
- Fête de la musique.
- La « vogue » (fête patronale) est une ancienne fête locale.
- Pucier de la dynamique commerciale lempsiquoise : une brocante et vide-greniers est organisée sur la place du Château tous les premiers et troisièmes samedis de chaque mois.
- Manifestations organisées par le Sou des écoles publiques au cours de l'année : la soirée huîtres (fin décembre), la randonnée pédestre (fin mars), le pucier (début mai) et la plus importante, la fête des écoles avec jeux pour enfants, repas sur réservation et bal gratuit (fin juin).
- Concerts des choristes du Lempsichoeur.

### Traitement des déchets
- Le Grand-Lemps propose cinq points d'apport volontaire pour le tri des déchets : PAV de la rue de la Paix, PAV de la salle des fêtes La Grange, PAV du Combeau, PAV du parking de la Mairie, PAV du Stade.
- La déchèterie intercommunale se situe sur la commune de Châbons.

### Médias
Historiquement, le quotidien à grand tirage Le Dauphiné libéré consacre dans son édition du Nord-Isère, chaque jour, y compris le dimanche, un ou plusieurs articles à l'actualité du canton et de la commune, ainsi que des informations sur les éventuelles manifestations locales, les travaux routiers et autres événements divers à caractère local.

### Cultes
La communauté catholique et l'église du Grand-Lemps (propriété de la commune) sont rattachées à la paroisse Notre-Dame de Milin, nommée en référence à la chapelle éponyme, lieu de pèlerinage local situé dans la commune voisine de Burcin et qui comprend sept autres clochers. Cette paroisse est elle-même rattachée au diocèse de Grenoble-Vienne.

## Économie
Le maroquinier Hermès est le propriétaire de l'usine d'impression sur étoffes situé dans la commune. Les meubles Guttin (fabrication et ébénisterie) ont leur siège dans la commune.

## Culture locale et patrimoine

### Lieux et monuments

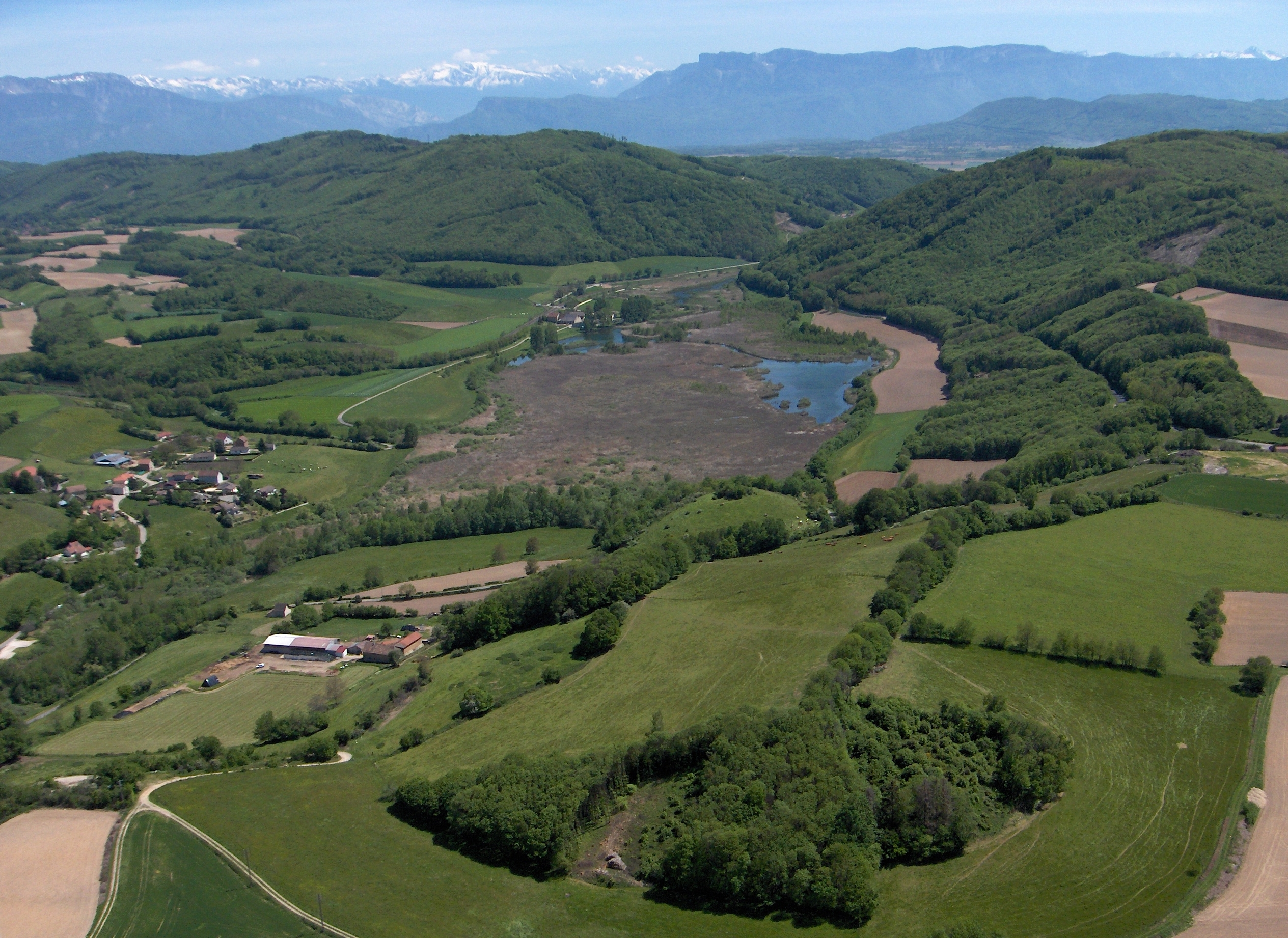
La réserve naturelle nationale de l'étang du Grand-Lemps et la motte castrale de la Poype.

La ville abrite de nombreux monuments et lieux pouvant être découverts par les visiteurs, dont notamment :
- la maison Dutruc (hôtel de ville) et le parc attenant XIXe siècle ;
- le château et la grille Broquis XVIIe siècle ;
- la place du château ;
- le beffroi XIVe siècle ;
- la maison de la famille Bonnard, dont le peintre Pierre Bonnard ;
- la fresque des illustres Lempsiquois ;
- les halles ;
- l'église paroissiale Saint-Jean-Baptiste ;
- le moulin (transformé en habitation privée) ;
- la motte castrale de la Poype, du XIe siècle[34] ;
- le château fort sur motte du Châteauvieux, de la fin du XIIe siècle[34] ;
- le château du Grand Lemps, bâti vers 1620[34] ;
- le pavillon Dutruc (ancienne distillerie) ;
- la commune est située sur le chemin de Saint-Jacques-de-Compostelle, de Genève au Puy-en-Velay (via Gebennensis).

Quelques photos de lieux et monuments du Grand-Lemps
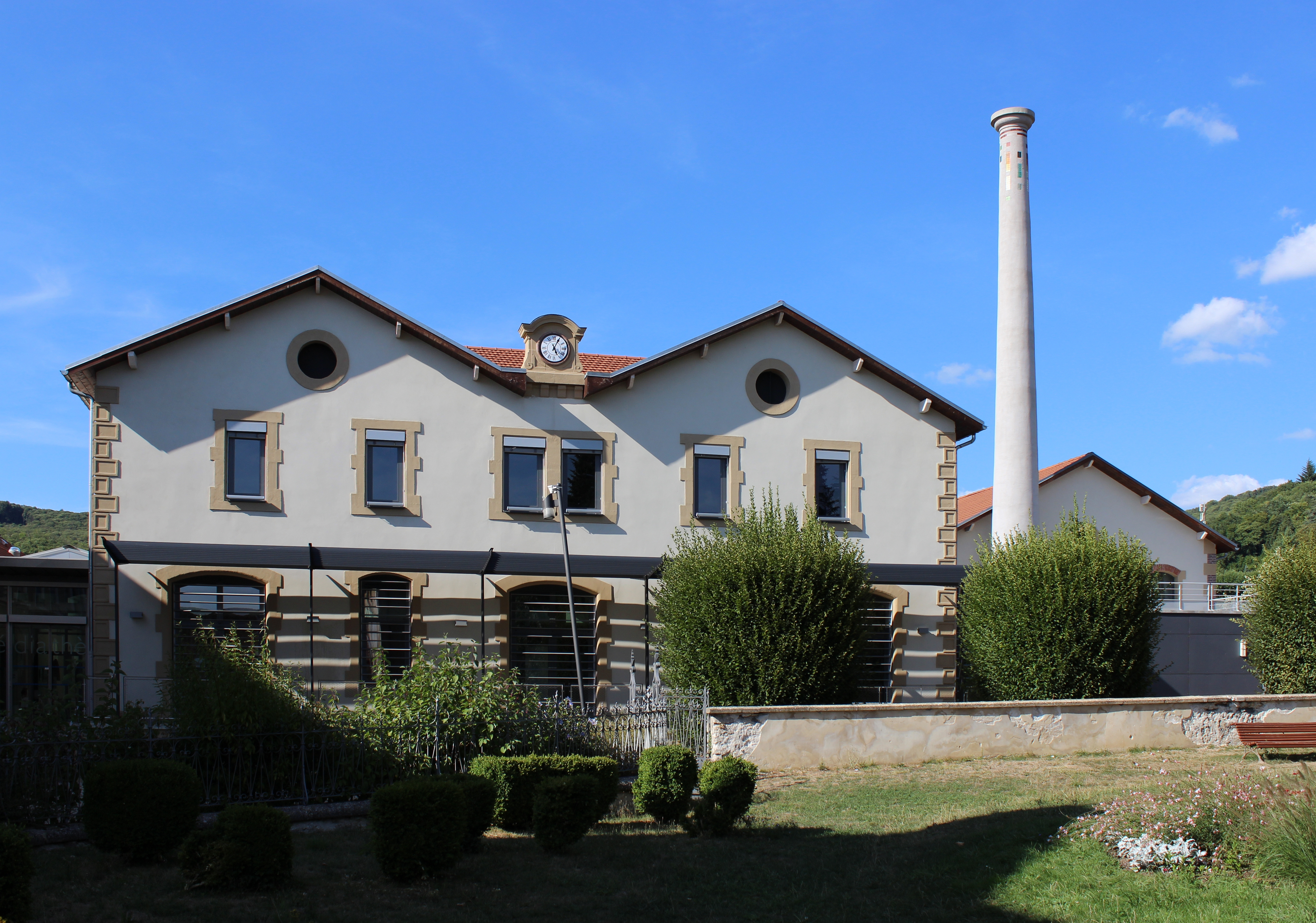
Ancienne distillerie Dutruc, aujourd'hui médiathèque La fée verte.
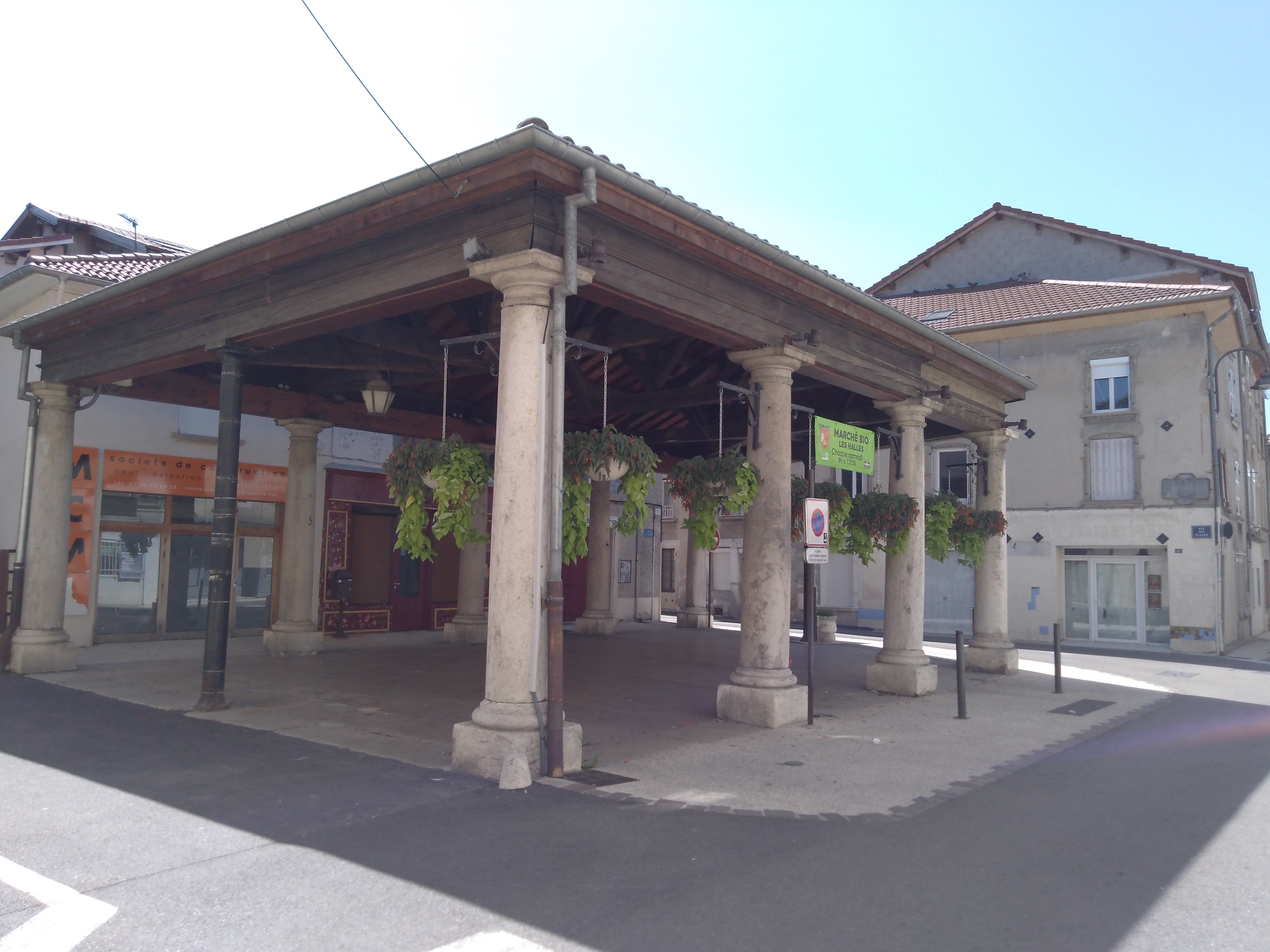
Halle du Grand-Lemps.
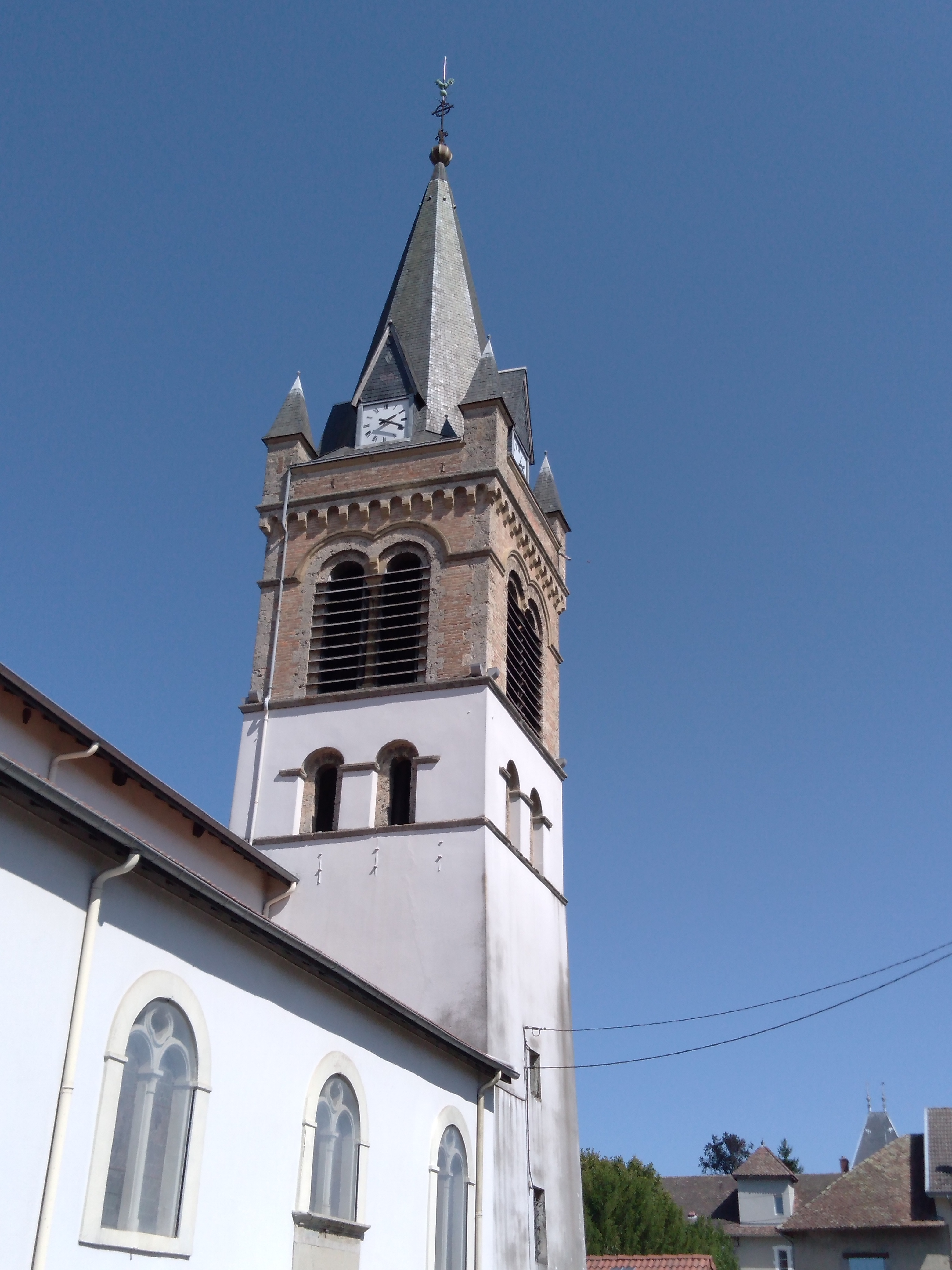
Clocher de l'église du Grand-Lemps.
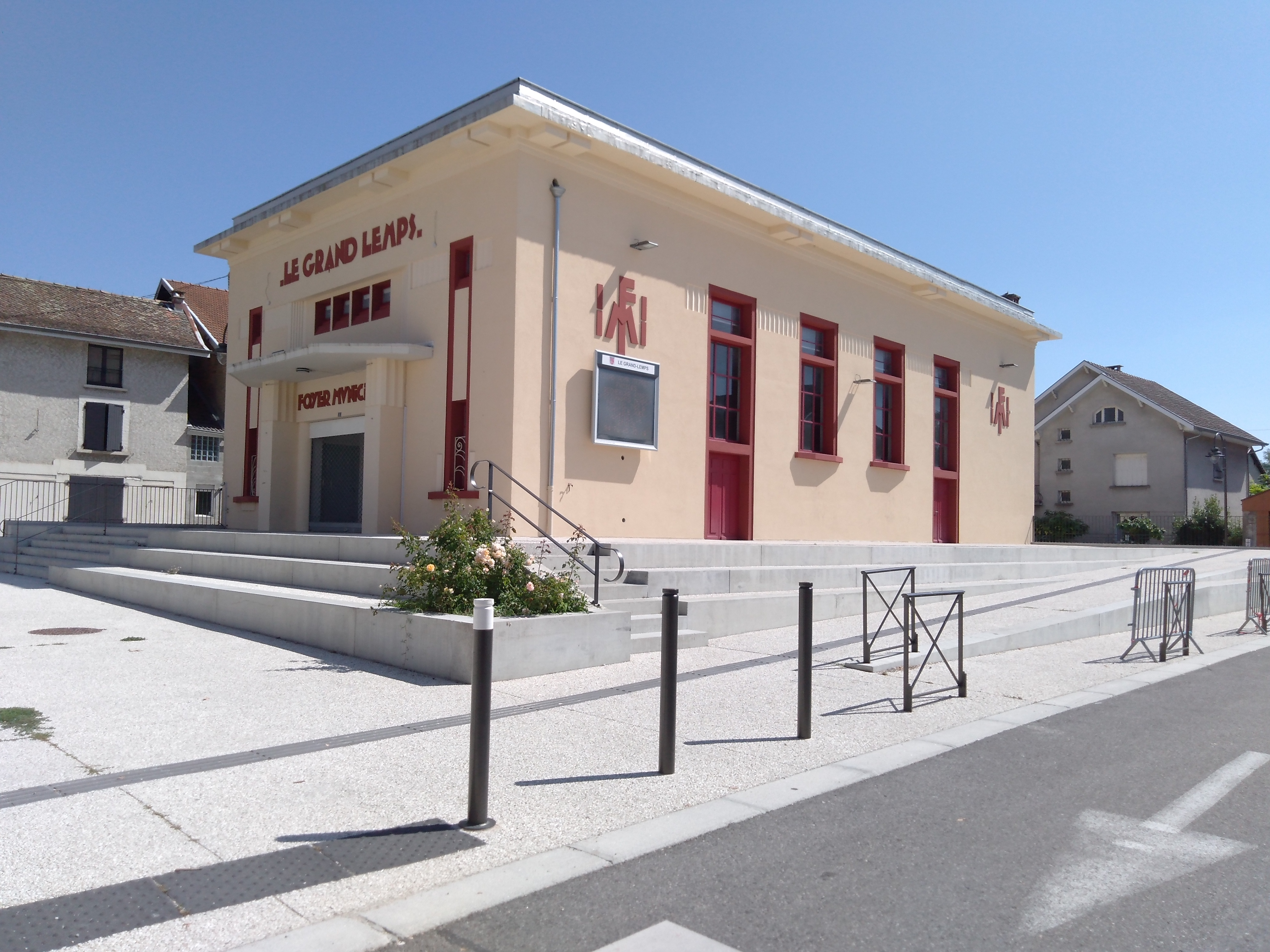
Foyer municipal du Grand-Lemps.
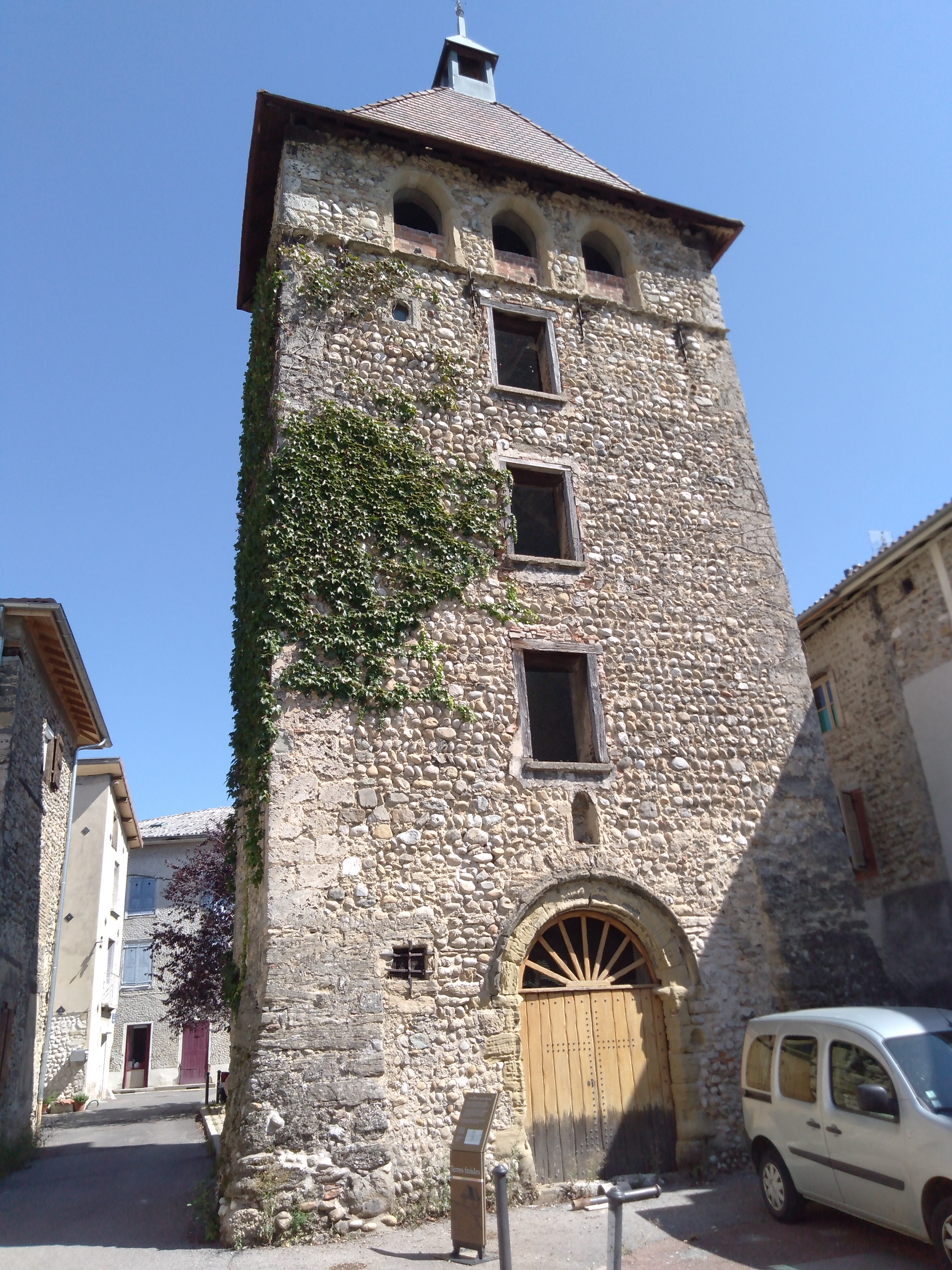
Beffroi du Grand-Lemps (avant).
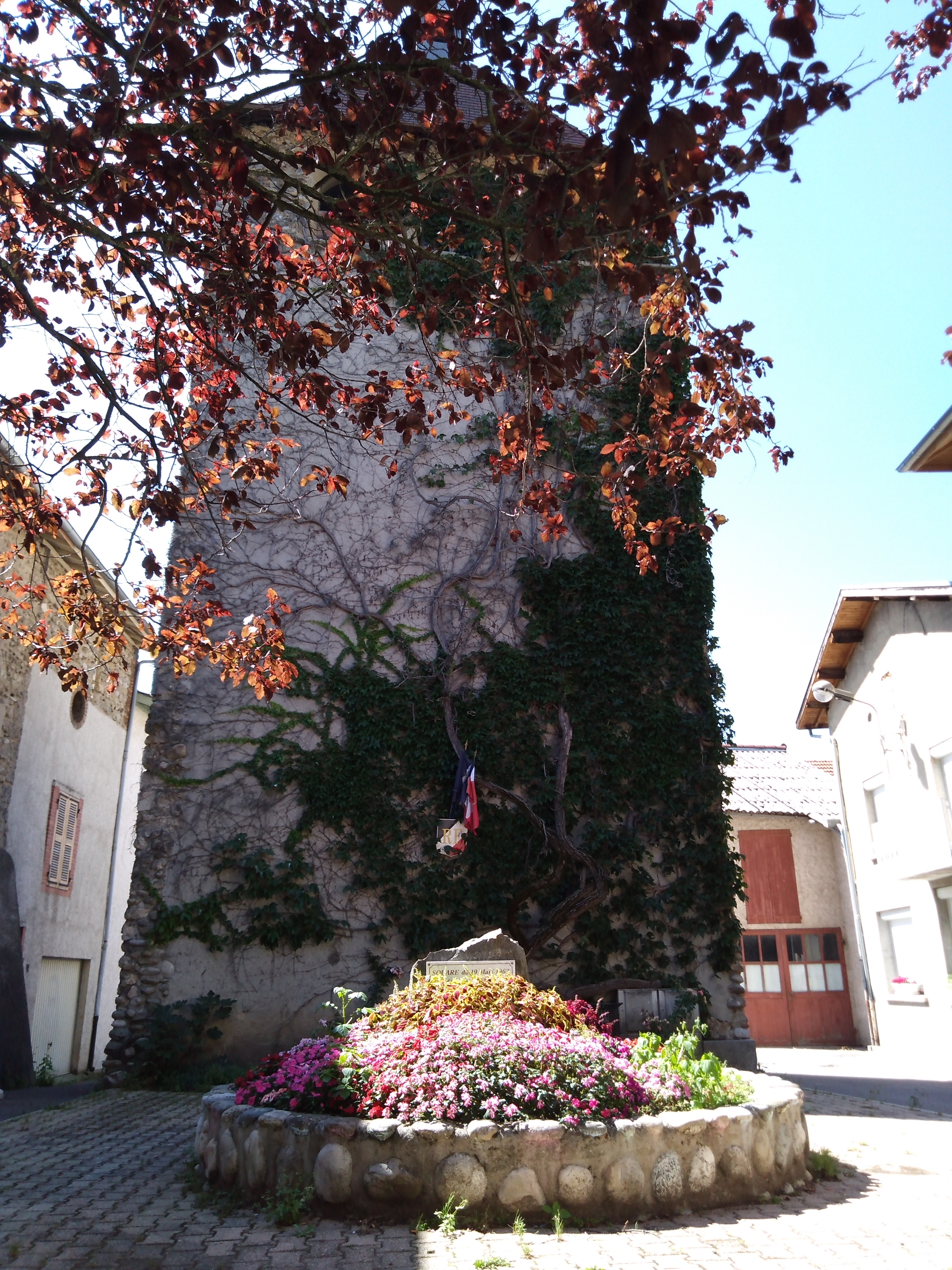
Beffroi du Grand-Lemps (arrière).
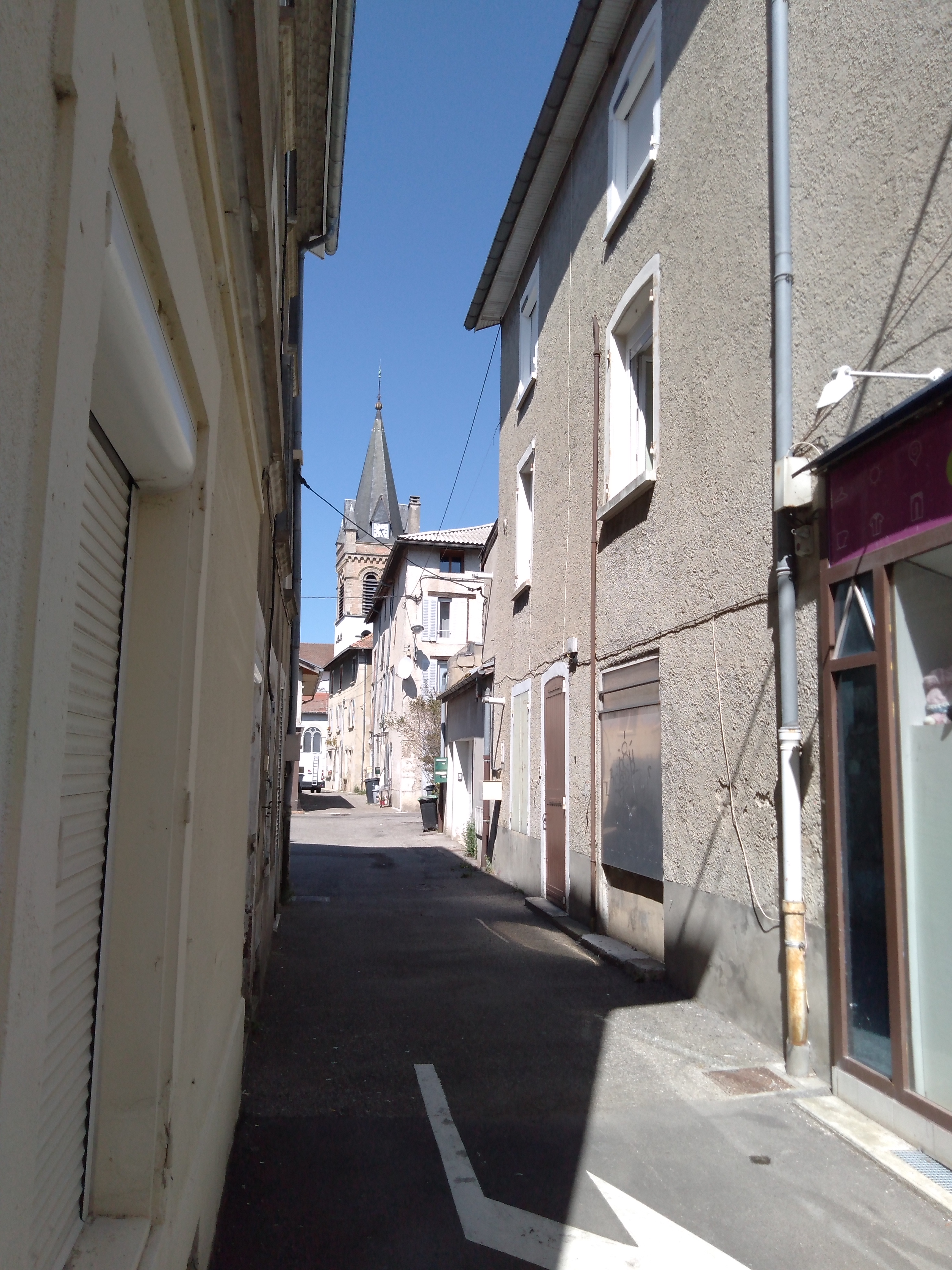
Une rue du Grand-Lemps.

### Le Grand-Lemps dans les arts
- Dans L’Après-midi bourgeoise peinte au Grand-Lemps en 1900 et exposée au Musée d'Orsay, Pierre Bonnard met en scène toute sa famille.
- L'environnement de la commune favorisa la vocation artistique de Pierre Bonnard, le lyrisme romantique d'Alphonse de Lamartine ou encore la musique de Claude Terrasse.[réf. nécessaire]
- Une fresque est peinte sur la façade aveugle de l'ancienne « maison Castro », à l'entrée ouest de la ville. Elle évoque l’histoire locale en représentant un estaminet dont l’enseigne est La Fée Verte parce que de l'absinthe était fabriquée au Grand-Lemps, des personnages peints sont habillés de soie tissée localement et au premier plan est représenté un rosier puisque la culture des roses est fréquente dans la plaine du Grand-Lemps. Les personnalités artistiques peintes ont été présentes au Grand-Lemps plus ou moins longtemps : ce sont Alphonse de Lamartine, Stéphanie de Virieu, Pierre Bonnard, Claude Terrasse, Alfred Jarry et Édouard Vuillard.

### Patrimoine et tradition orales

#### Langue régionale

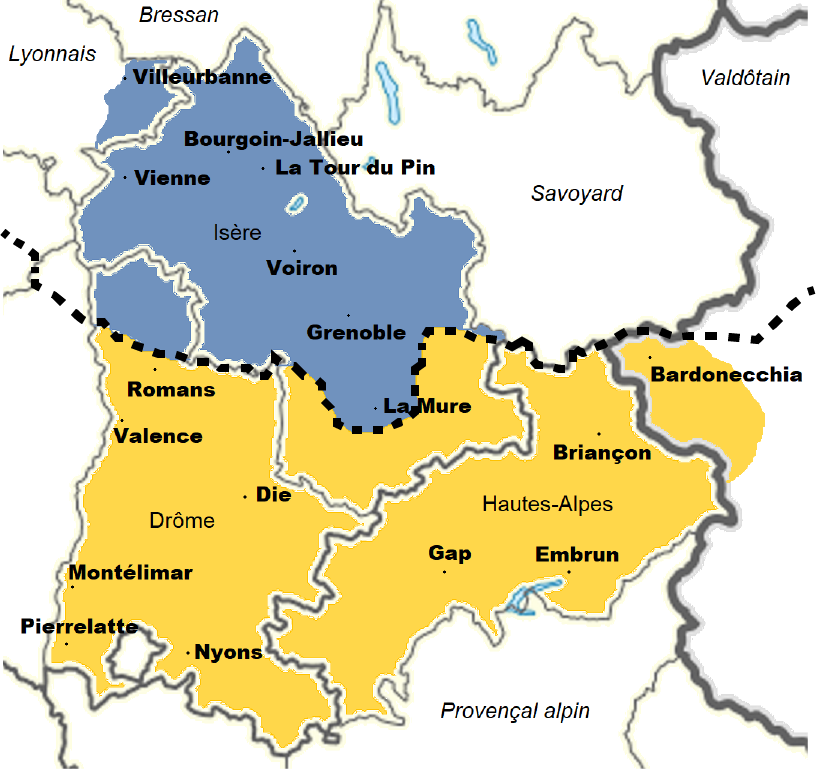
Carte linguistique du Dauphiné : le dauphinois est un dialecte arpitan parlé dans le nord du Dauphiné.

Historiquement, sur le plan linguistique, le territoire du Grand-Lemps comme l'ensemble du pays de la plaine de Bièvre, se situe au nord-ouest de l'agglomération grenobloise et au sud-est de l'agglomération lyonnaise et donc dans la partie centrale du domaine linguistique des patois dauphinois, laquelle appartient au domaine de la langue dite francoprovençale, ou arpitan, au même titre que les parlers savoyard, vaudois, valdôtain, bressan et forézien.
L'idée du terme, « francoprovençal », attribué à cette langue régionale parlée dans la partie centre-est de la France, différente du français, dit langue d'oïl et de l'occitan, dit langue d'oc, est l'œuvre du linguiste et patriote italien Graziadio Isaia Ascoli en 1873 qui en a identifié les caractéristiques, notamment dans le Grésivaudan, les pays alpins et la vallée de l'Isère, depuis sa source jusqu'à sa confluence avec le Rhône.

### Patrimoine naturel

#### La Réserve naturelle nationale de l'étang du Grand-Lemps

Panorama sur la zone naturelle de l'étang du Grand-Lemps depuis les hauteurs de Châbons.

Le lieu-dit « le lac et tourbière du Grand-Lemps » est un site hébergeant un étang situé principalement sur la commune voisine de Châbons et pour une petite partie sur la commune du Grand-Lemps mais le site porte officiellement le nom de cette dernière.
Ce marais connaît un processus chimique de tourbification. Sur 53 ha de zone humide, seulement 7 ha sont en eau libre. Sa particularité qui est de regrouper en un même lieu une tourbière acide et une tourbière alcaline, en fait le lieu d'accueil d'une flore et d'une faune particulières et dignes du plus grand intérêt. Cette zone a été aménagée en réserve naturelle à la suite d'un décret du 22 décembre 1993.
La Réserve naturelle nationale de l'étang du Grand-Lemps est classée réserve européenne. C'est une zone naturelle d'intérêt écologique, faunistique et floristique (ZNIEFF) de type I / Zone no 3800-7000.
Une visite commentée dénommée « 15 000 ans d'évolution du paysage local » a été organisée lors des Journées du patrimoine en septembre 2018.

### Personnalités liées à la commune
- Louis-Charles Sapey (1769-1857), homme politique
- Étienne Sapey (1771-1863), frère cadet de Louis-Charles Sapey, homme politique
- Stéphanie de Virieu (1785-1873), peintre et sculptrice
- Pierre Bonnard (1867-1947), artiste peintre
- Claude Terrasse (1867-1923), compositeur
- Charles Terrasse (1893-1982), fils de Claude Terrasse, historien de l'art

### Héraldique
| Blason de Grand-Lemps (Le) | Blason  | De gueules au pairle en filet renversé d'or, accompagné en chef à dextre d'un clocher du lieu au naturel, à senestre de deux épis de blé accompagnés en chef d'une roue dentée surchargée d'une navette de tisserand posée en barre, le tout d'or, et en pointe d'un soleil non figuré d'or mouvant d'une silhouette d'usine d'azur, chargé des lettres G et L capitales enlacés de sable. |
| Blason de Grand-Lemps (Le) | Détails | Le statut officiel du blason reste à déterminer. |